# William George Horner
William George Horner (Bristol, Inglaterra , 9 de junio de 1786 – Bath, Inglaterra, 22 de septiembre de 1837) fue un matemático y maestro de escuela inglés, era el hijo mayor del reverendo William Horner, un ministro wesleyano. Fue educado en Kingswood School, una fundación wesleyana cerca de Bristol, desde 1794 hasta 1800 y a la edad de 14 años se convirtió en asistente de maestro, cuatro años después se convirtió en director de la misma escuela en que estudió, con un salario de £ 50. En 1809 se trasladó a Bath, donde fundó su propia escuela, The Classical Seminary, en Grosvenor Place; fue director allí hasta su muerte. Hombre de gran capacidad intelectual, sufría de irritabilidad e impaciencia, y aplicaba libremente el bastón a aquellos alumnos que consideraba diligentes pero aburridos. Sin embargo, muchos se beneficiaron de su enseñanza y animó a los chicos brillantes a quedarse un año más en la escuela.
A finales de la década de 1810 y posteriormente, Horner escribió un sexteto de otros artículos sobre la transformación y solución de ecuaciones. También resolvió algunas ecuaciones funcionales, que fueron popularizadas en Gran Bretaña a mediados de la década de 1810 por Charles Babbage y John Herschel, como parte de sus esfuerzos por revivir las matemáticas inglesas. En 1832 publicó Magia natural, una exposición familiar de un hecho olvidado en óptica, que incluía restricciones sobre A. Gellius y sus intérpretes.
Como investigador, sólo tiene en su haber una contribución, el llamado algoritmo de Horner para resolver ecuaciones algebraicas, publicado por la Royal Society en 1819. Este método alcanzó cierta popularidad en Inglaterra y Estados Unidos gracias al también matemático De Morgan, que lo utilizó en sus artículos divulgativos, aunque finalmente se popularizó la regla de Paolo Ruffini, descrito y publicado en 1814, por el cual le fue concedida la medalla de oro por la Italian Mathematical Society for Science.
Sin embargo, ni Ruffini, ni Horner fueron los primeros en descubrir este método ya que Zhu Shijie lo había empleado 500 años antes.
Horner es en gran parte recordado por un método, el método de Horner, de la resolución de ecuaciones algebraicas se le atribuyen por Augustus De Morgan y otros. Ha publicado sobre el tema en las Philosophical Transactions de la Royal Society de Londres en 1819, la presentación de su artículo el 1 de julio. Pero Fuller [ 7 ] ha señalado que, en contra de De Morgan afirmación de si este artículo no contiene el método, aunque uno publicado por Horner en 1830 lo hace. Fuller ha encontrado que Teófilo Holdred, un relojero de Londres, llegó a publicar el método en 1820 y observaciones: - 
A primera vista, parece plagio Horner como el robo directo. Sin embargo, parece que era de un carácter excéntrico y obsesivo ... Un hombre puede fácilmente convencerse de que primero un método rival no era muy diferente de la suya, y luego, poco a poco, llegan a creer que él mismo había inventado. 
Esta discusión es un tanto discutible porque el método se había previsto en siglo XIX Europa por Paolo Ruffini (que le valió la medalla de oro ofrecida por la Sociedad Italiana para la Ciencia Matemática que buscaban mejores métodos para la resolución numérica de ecuaciones), sino que, en cualquier caso , ha sido considerado por Zhu Shijie en China en el siglo XIII. En el siglo XIX y principios de los 20 siglos de sesiones, el método de Horner tenía un lugar prominente en América y textos de Inglés en el álgebra. No es razonable pedir por qué debería ser. La respuesta se encuentra simplemente con De Morgan que dio el nombre de método de Horner y una amplia cobertura en muchos artículos que escribió. 
También hizo otras contribuciones matemáticas, sin embargo, la publicación de una serie de documentos sobre la transformación y resolución de ecuaciones algebraicas, y él también se aplican técnicas similares a las ecuaciones funcionales.
Horner y su esposa, cuyo nombre se desconoce, criaron a varios hijos, uno de los cuales, William Horner, también enseñó en The Seminary y mantuvo en funcionamiento la escuela después de que muriera su padre que sufrió 'un trastorno persistente y doloroso', descrito como 'una complicación del asma y la osificación del corazón' (Wesleyan Methodist Magazine), y murió en 27 Grosvenor Place 'después de un ataque repentino y violento de enfermedad' (Bath Journal), el 22 de septiembre de 1837.